# Icona culturale

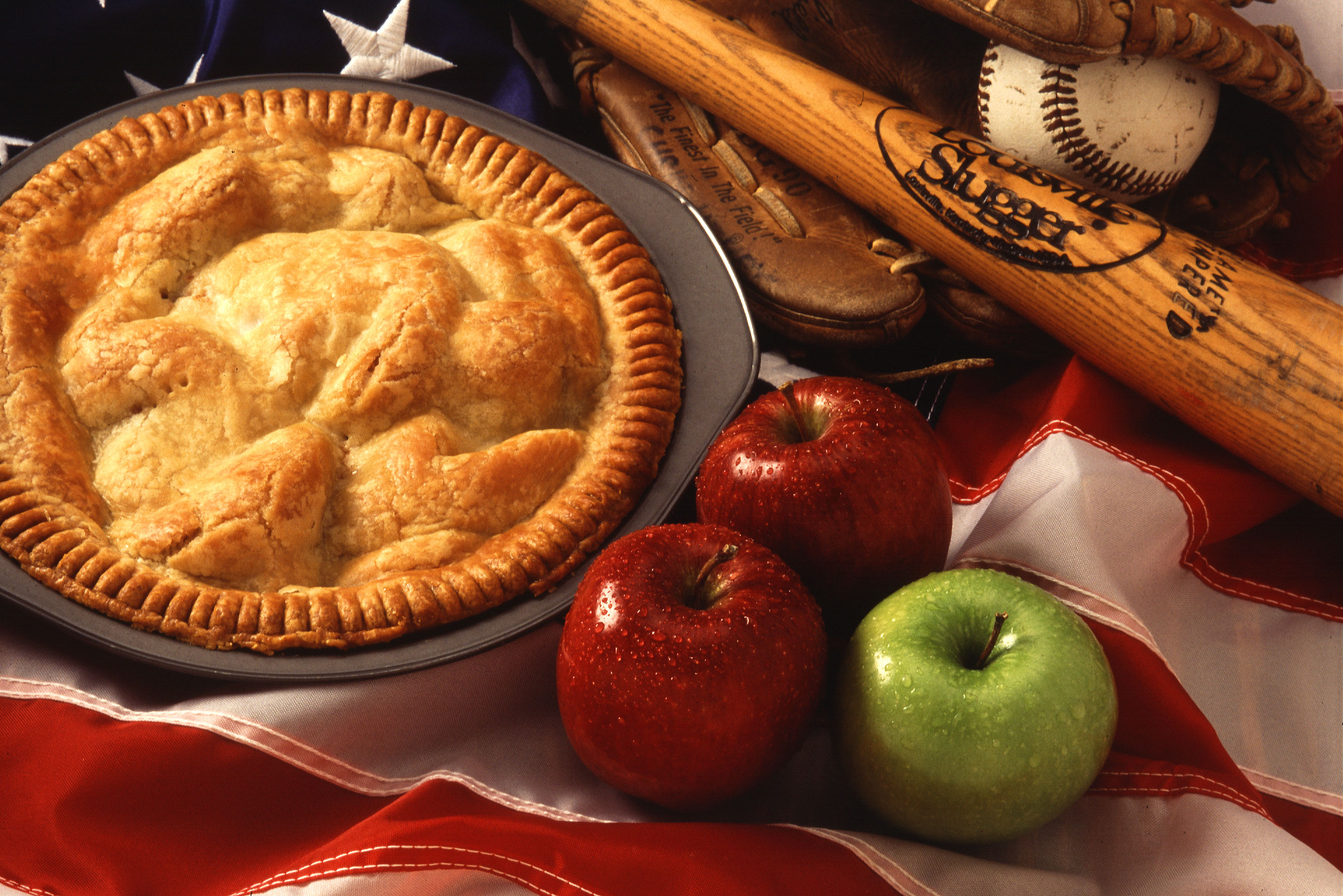
Una torta di mele, una mazza da baseball e la bandiera degli Stati Uniti sono tutte icone culturali americane

Un'icona culturale è un artefatto che è identificato dai membri di una cultura come rappresentativo della loro cultura medesima. Il processo di identificazione è soggettivo e le "icone" sono giudicate sulla base della vicinanza alla cultura che rappresentano. Quando degli individui percepiscono un'icona culturale, la legano indissolubilmente alla loro generale percezione di identità culturale rappresentata. Le icone culturali si possono oltremodo identificare con la rappresentazione autentica delle pratiche di una cultura da parte di un'altra.
Nei media, molti oggetti e persone della cultura popolare sono stati definiti "iconici" malgrado la loro effimera durabilità nel tempo, ed il termine "icona pop" viene spesso usato come sinonimo. Alcuni commentatori hanno fatto notare come tale parola si oggi utilizzata fuori misura.

I valori, le norme e gli ideali rappresentati da un'icona culturale variano sia tra le persone che la sottoscrivono come pure tra le persone che possono interpretare le icone culturali come simboli di differenti valori. Ad esempio, la torta di mele è un'icona culturale degli Stati Uniti ma il suo significato varia tra gli americani.
Le icone nazionali possono essere obbiettivi di critica o di opposizione a un regime, come ad esempio, le folle che correvano a distruggere le statue di Lenin nell'Europa orientale dopo la caduta del comunismo o coloro che bruciavano la bandiera statunitense per protesta alle azioni militari sostenute dagli Stati Uniti all'estero.
Le icone religiose possono anch'esse divenire icone culturali in società dove la religione e la cultura sono profondamente unite, come la rappresentazione della Madonna in società di tradizione fortemente cattolica.

## Esempi

### In Inghilterra

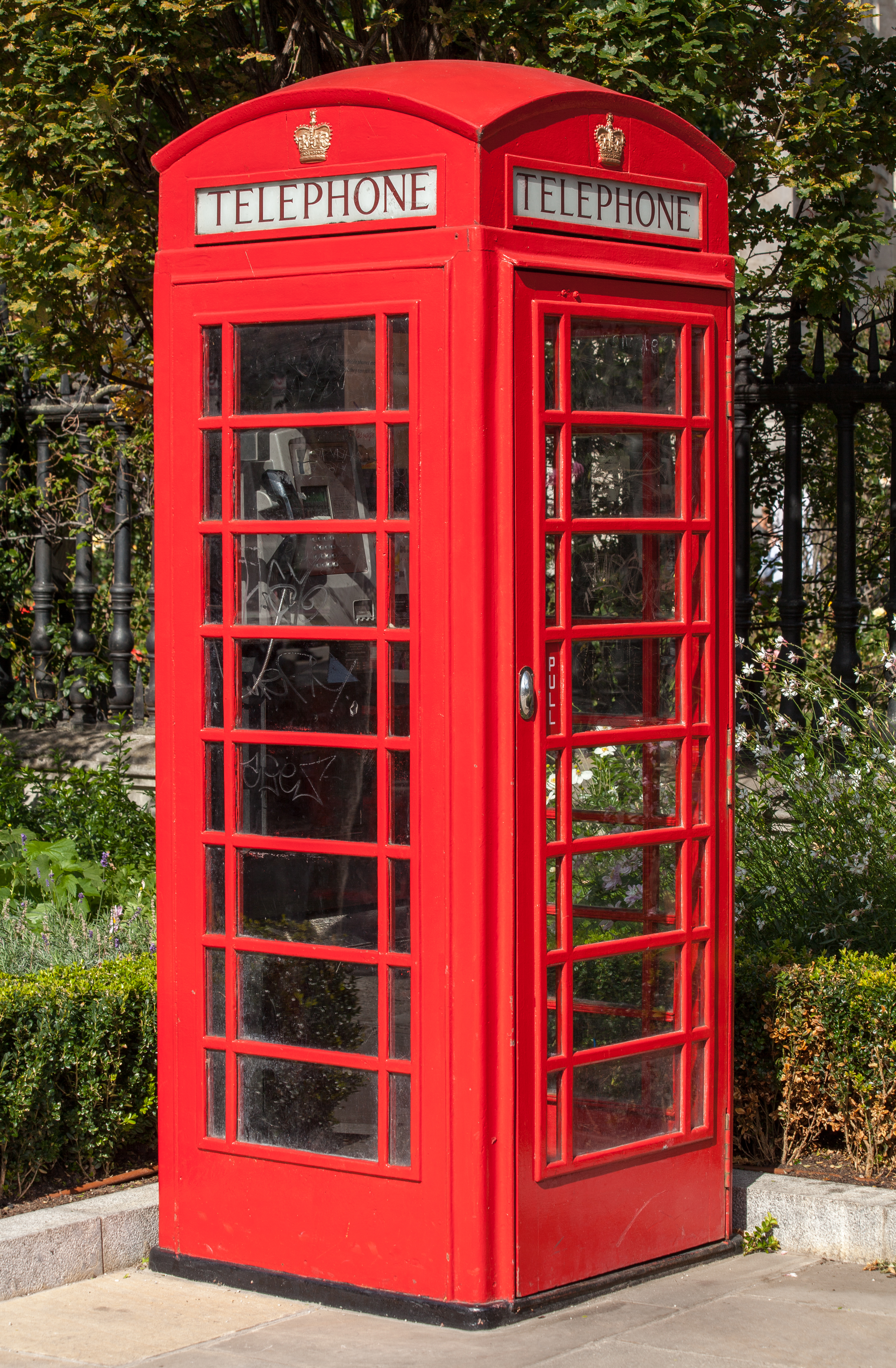
Una cabina telefonica rossa è un'icona culturale britannica

Tra le icone culturali più significative legate all'Inghilterra, vi sono:
- Big Ben;[8][9][10]
- Tazza da tè (per l'abitudine degli inglese di bere del tè);[8][11][12]
- AEC Routemaster rosso, il famoso pullman doppio londinese;[8][13][14]
- Cabina telefonica rossa;[13][14][15]
- Il Supermarine Spitfire, un velivolo della seconda guerra mondiale largamente usato dalla Royal Air Force[8][14][16].

### In Russia
La matrioska è una tipica icona culturale russa diffusa a livello internazionale. Nell'ex Unione Sovietica, la falce e martello erano simboli della nazione come pure le statue di Vladimir Lenin.

## Critiche
La descrizione di qualcosa come iconico o come icona è divenuto molto popolare nei media. Questo ha attirato la critica di alcuni. Ad esempio uno scrittore sul Liverpool Daily Post ha definito "iconica" "una parola che mi fa scuotere da dentro". Il Christian Examiner ha definito "iconiche" più di 18 000 parole oltre a 30 000 icone, tra cui ad esempio l'uso di SpongeBob SquarePants.